# La Plage de Pourville
La Plage de Pourville est un tableau de Claude Monet réalisé en 1882. Volé en 2000, il est retrouvé mais ne peut être à nouveau exposé que près de dix ans plus tard.

## Contexte
Début 1882, Monet, qui vient d'emménager à Poissy où il ne se plaît pas, cherche l'inspiration à Dieppe pour produire des œuvres en quantité afin de satisfaire Durand-Ruel dont les affaires ont été mises à mal par le krach de l'Union Générale. Il s'installe finalement à Pourville et y réalise plusieurs marines. Devant le succès critique rencontré, il décide d'y retourner en été et en famille. Ce deuxième séjour se révèle également fructueux avec un total d'une centaine de tableaux issus de ces deux séjours.

## Sujet
Monet représente une vue prise depuis la falaise de Varengeville en direction de l'est. Au delà de la plage de Pourville, on distingue la falaise d'Amont puis la baie de Dieppe et la côte qui se prolonge jusqu'au Tréport.

## Parcours de l'œuvre
Le tableau est présenté à une exposition organisée par Casirer à Berlin en 1905. Il est ensuite acquis par la Société artistique de Poznań en 1906. Elle en fait don au musée de la ville.
En 1945, le tableau est saisi par les Soviétiques, envoyé à Leningrad, avant de retourner à Poznań en 1956. Il est ensuite intégré dans diverses expositions en Pologne avant d'être exposé au Musée national à partir de 1990.
En septembre 2000, le tableau est volé en plein jour. La toile est découpée et remplacée par une contrefaçon. La supercherie n'est détectée qu'après plusieurs jours lorsque la copie commence à se détacher de son support. Sans certitude sur la date exacte du vol, l'enquête se porte alors sur un individu qui s'est fait passer, quelques jours avant la disparition du tableau, pour un étudiant venant exécuter des copies d'œuvre, dont l'identité s'avère fausse. Un portrait- robot est alors diffusé largement. Mais, sans résultat, l'enquête est mise en sommeil en 2001. Elle reprend en 2006 après la mise au fichier de la police d'empreintes digitales d'un homme en défaut de paiement de pension alimentaire. Il s'avère en effet qu'elles sont identiques à celles trouvées lors du vol. Il avoue rapidement en être l'auteur, révèle que la toile est derrière une armoire chez ses parents et que son but était simplement de «profiter lui-même de la peinture». Il révèle aussi qu'il a découpé petit à petit la toile jusqu'à son remplacement lorsque le personnel s'absentait de la salle, tout en faisant semblant d'être présent pour des croquis. Il indique aussi que c'est sa mallette à croquis qui a été utilisée pour emmener la toile.
Très endommagé, le tableau fait l'objet de travaux de restauration importants avant de pouvoir être à nouveau exposé en janvier 2010. Il subsiste une coupure au niveau de la signature du peintre.
Il est le seul Monet présent dans les collections publiques de Pologne.